# Hochgolling
Le Hochgolling est un sommet des Alpes, à 2 862 m d'altitude, point culminant des Niedere Tauern, et en particulier du chaînon du Schladminger Tauern, en Autriche (limite entre le land de Salzbourg et le land de Styrie).

Vue panoramique depuis le sommet du Hochgolling.